# Platå

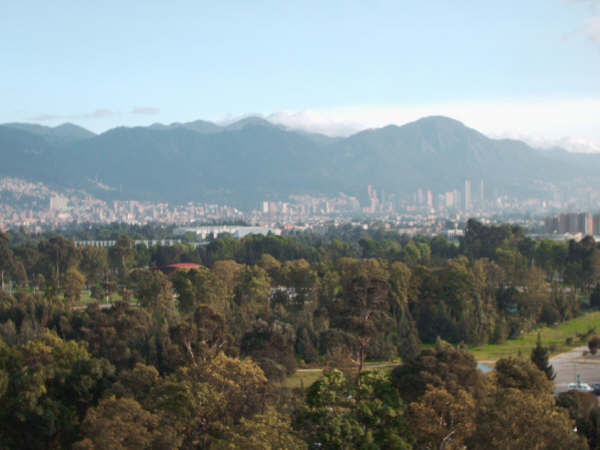
Bogotá i Colombia ligger på en högplatå cirka 2 600 meter över havet.

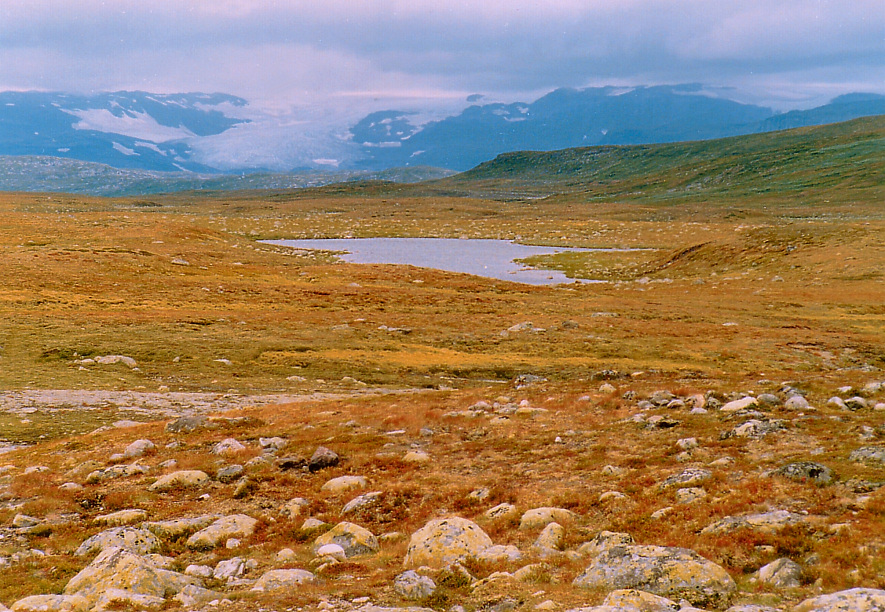
Hardangervidda i Norge är Europas största platå.

Platå, högplatå eller högslätt är inom topografi ett höglandsområde med relativt flack eller böljande terräng.
På tropikernas högplatåer är mänskliga bosättningar och jordbruk möjliga upp till cirka 4 000 meter över havet. Till en stor del utgörs de svenska fjällen av högplatåer som genomskärs av dalgångar. Andra högplatåer i Skandinavien är exempelvis Hardangervidda och Finnmarksvidda i Norge.

## Beskrivning
Som geografisk term används platå om en av de landskapstyper vilka bildar huvuddragen av jordens yta. Platå är ett större eller mindre höglandsområde med jämn toppnivå, där höjdskillnaderna inte överstiger 100 meter. Däremot kan platån ligga några hundra meter över havet som Deccans platåland i Indien eller på flera tusen meter över havet som Pamir norr därom.
Platåerna skiljer sig åt med hänsyn till läge, storlek, höjd och uppkomst. Vid foten av stora berg finns så kallade piedmontplatåer, intermontana platåer ligger mellan bergskedjor och kontinentala platåer bildar de stora inre delarna av gamla urbergsområden, som i norra Ryssland och Brasilien.
Med hänsyn till platåernas uppkomst finns sådana som utgör kvarstående delar av ett gammalt eroderat landområde, residualplatåer. Sådana är vanliga i exempelvis västra USA, och kallas mesa eller, om de är små och isolerade, butte. Andra har bildats genom att lava förts upp till jordytan och skyddat området från nedbrytning och sönderstyckning, såsom Deccans platåland eller i mindre skala Västgötabergen, som Ålleberg.
Många platåer har uppstått genom vertikala förkastningsrörelser av berggrundsblock då det bildas horstplatåer, exempelvis i Östafrika och Sverige.
Höglandsområden med horisontell, jämn toppyta och branta sluttningar kan benämnas platåberg. Stora platåer höjer sig mer än 700 meter över omgivningen (relativ höjd), medan platåberg har en begränsad omfattning och höjd.

## Större platåer
Den största och högsta platån på jorden är den tibetanska högplatån som ibland kallas "världens tak" och som täcker ungefär 2 500 000 km² på en ungefärlig höjd av 5 000 meter över havet. Den bildas fortfarande på grund av att indo-australiensiska och eurasiska kontinentalplattorna pressas mot varandra. 
Den näst högsta platån är Deosai National Park som täcker cirka 3 000 km² och ligger på en genomsnittlig höjd av 4 114 meter över havet i Skardudistriktet i Gilgit-Baltistan, i norra Pakistan.
En annan mycket stor platå är den Antarktiska platån som täcker merparten av centrala Antarktis och består av 3 000 meter tjock glaciär.
Nordamerikas största platå är Coloradoplatån som täcker ungefär 337 000 km² i Colorado, Utah, Arizona och New Mexico.